# 인디아나 존스 (영화)
《인디아나 존스》는 《인디아나 존스》의 두 번째 본편으로 원래 조지 루카스와 스티븐 스필버그는 레이더스만 제작하려 했으나 레이더스가 흥행에 성공하자 주인공인 인디아나 존스의 이름을 타이틀로 정한 채 제작하였다고 한다. 1984년 개봉하였다. 원제목은 《인디아나 존스와 종말의 사원》(영어:  Indiana Jones and the Temple of Doom)이다.

## 줄거리
1935년 중국, 상하이의 오비완 클럽에서 인디아나 존스는 라오 셰 일당과 청나라의 시조 누르하치의 유골과 다이아몬드를 거래하려고 하다가 죽음의 위기에 처한다. 다행히 쇼걸 윌리 스코트와 꼬마 택시 운전수 쇼트 라운드의 도움으로 탈출하고, 공항에 있는 비행기를 타고 도주하지만 그 비행기는 라오 셰 일당의 소유였다.
일행이 탄 비행기의 조종사는 연료를 버린 채 탈출해 버리고, 세 사람은 비행기안의 구명보트를 이용해 극적으로 비행기에서 탈출하고, 인도의 샤만 마을에 도착하게 된다.
인디아나 존스와 그 일행은 델리로 가려고 했지만, 샤만 마을의 주민들이 자신들을 도와달라고 하면서 신비의 돌이 자신들의 마을을 지켜주었는데 판코트 궁전에서 그것을 가져가버렸고, 그 마을에 가뭄이 오고 아이들은 납치당했다고 한다. 그리고 판코트 궁전은 원래 폐허였으나 새로운 마하라자가 어둠의 힘을 찾아 부활했다 하면서 하늘에서 떨어진 인디아나 존스 일행을 시바가 보내준 구세주로 여기며 자신들을 도와달라고 한다. 그날 밤 판코트 궁전에서 한 아이가 탈출한 뒤 인디아나 존스에게 어떤 천조각을 주는데 인디아나 존스는 천조각에 그려진 '상카라가 칼리사 산에서 시바에게 다섯개의 돌을 받는 모습'의 그림을 보고 그것이 '상카라 스톤'과 관계가 있음을 눈치챈다.
판코트 궁전에 도착한 뒤, 그 곳에서 판코트 궁전의 마하라자 자림 싱을 만나고, 인디아나 존스는 그에게 상카라 스톤 이야기와 흑마술에 대한 이야기를 하나 그는 부인한다.
그날 밤 인디아나 존스와 윌리는 정체불명의 괴한에게 습격당하고, 윌리의 숙소에서 비밀통로를 발견한 뒤 그곳에 천조각에 그려져 있던 그림과 똑같은 게 있음을 알게된다. 그러다가 통로 끝에서 몰라 람이란 자가 흑마술 의식을 치루는 광경을 목격하게 된 일행. 판코트 궁전은 사실 칼리를 숭배하는 사이비 종교집단의 본거지였다. 그리고 그들은 5개의 상카라 스톤중 3개를 찾아내었고 세포이의 항쟁 당시 영국군이 쳐들어올 때 한 승려가 광산에 숨긴 나머지 2개의 상카라 스톤을 찾아 자신들의 야망을 이루기 위해 아이들을 혹사시키고 있었다.
그리고 일행은 종교집단에게 붙잡히고, 인디아나 존스는 몰라 람이 강제로 칼리의 피를 먹여서 그들의 꼭두각시로 만들고, 윌리는 제물로 바쳐질 운명에 처하게 되었으며, 쇼트는 광산에서 강제노동을 받게 된다. 하지만 쇼트가 탈출해서 인디아나 존스를 불로 살짝 지져 제정신으로 돌아오게 하고, 제물로 바쳐지려고 하는 윌리 또한 구출한다.
그 뒤 우여곡절 끝에 탈출한 인디아나 존스 일행, 하지만 사이비 종교집단이 추격해오고, 다리를 건너서 도망가려 하지만 인디아나 존스는미처 도망가지 못하고 종교집단에게 포위된다. 그러자 인디아나 존스는 다리를 끊어버린다. 그렇게 인디아나 존스와 몰라 람, 종교집단이 끊어진 다리에 매달리고, 몰라 람은 자신의 부하들이 떨어져 악어의 먹이가 되는 와중에도 인디아나 존스가 가진 상카라 스톤에 집착하지만, 인디아나 존스가 "너는 시바를 거역하였다!"라고 외치자 상카라 스톤들은 뜨거워지며 인디아나 존스의 가방에서 떨어지고, 몰라 람은 그것을 잡으려다 떨어져서 악어들의 먹이가 되고 3개의 상카라 스톤중 2개는 물 속으로 떨어진다.
그 뒤 종교집단은 화살을 쏴서 인디아나 존스를 죽이려 하지만, 인도군들이 도착해 종교집단을 쫓아낸다. 그리고 인디아나 존스 일행은 상카라 스톤을 샤만 마을에 돌려주고, 마을의 아이들 또한 무사히 돌아오는 장면을 보여주며 끝난다.

## 출연진
- 해리슨 포드 - 인디아나 존스 역
- 케이트 캡쇼 - 윌헬미나 "윌리" 스콧 역
- 키호이콴 - 쇼트 라운드 역
- 암리시 푸리 - 몰라 람 역
- 로산 세스 - 차타 랄 역
- 필립 스톤 - 필립 블룸버트 대위
- 교굉 - 라오 체 역
- 데이비드 입 - 우한 역
- 라지 싱 - 마하라자 잘림 싱 역
- D. R. 나나야카라 - 주술사 역
- 팻 로치 - 작업 감독관 역
- 댄 애크로이드 - 웨버 역(카메오)

## 한국판 성우진

### KBS (1994년 2월 10일)
- 이정구 - 인디아나 존스(해리슨 포드)
- 송도영 - 윌리 스콧(케이트 캡쇼)
- 박영남 - 숏 라운드(관계위)
- 정기항 - 대위(필립 스톤) / 제사장(D. R. 다르마다사)
- 노민 - 몰라 람(암리쉬 푸리)
- 문영래 - 라오 체(교굉)
- 이향숙 - 마하라자(라즈 싱)
- 백순철 - 소년(아르준 팬드허)
- 성창수 - 위버(댄 애크로이드) / 연회 손님(다르마다사 쿠르푸)
- 유동현 - 수상(로산 세스) / 라오 체의 부하(영화용)

### MBC (2002년 7월 13일)
- 양지운 - 인디아나 존스(해리슨 포드)
- 윤소라 - 윌리 스콧(케이트 캡쇼)
- 이미자 - 숏 라운드(관계위)
- 박태호
- 이종오
- 황윤걸
- 전수빈
- 정남
- 고성일
- 김서영
- 이상훈
- 최한
- 표영재
- 방성준